# Louis Haas
 (mai 2014).
Si vous disposez d'ouvrages ou d'articles de référence ou si vous connaissez des sites web de qualité traitant du thème abordé ici, merci de compléter l'article en donnant les références utiles à sa vérifiabilité et en les liant à la section « Notes et références ».
Douay Louis Désiré Haas, né le 19 août 1870 à Philippeville, (aujourd'hui Skikda) en Algérie et mort le 6 février 1923 à Bandol (Var),, est un peintre orientaliste français.

## Biographie
Originaire de Philippeville en Algérie, Louis Haas quitte l'Afrique du Nord en 1891 pour tenter sa chance à Paris. Il commence sa carrière comme décorateur et travaille pour plusieurs ateliers parisiens. Remarqué par Gaston Vuillier, il fut envoyé à la cour d'Autriche où l'archiduc Louis-Salvador de Habsbourg-Lorraine (1846-1915) le chargea de l'éducation de ses enfants. Il accompagna le Grand Duc dans nombre de ses voyages en Espagne, Italie, Égypte, etc. et découvrit avec lui une grande partie de la Méditerranée. Il en profita pour peindre de nombreuses toiles qui lui furent cependant en grande partie dérobées à son retour en France.
À Paris, il se lie d'amitié avec le peintre Louis Eugène Baille dont il devient l'élève. Son maître le pousse alors vers la peinture animalière. En 1906, il retourne en Algérie à Philippeville, où il peint de nombreux paysages, ainsi que des marines. Il vit modestement sans vraiment se préoccuper de la vente de ses toiles. Apprécié pour ses couleurs franches et harmonieuses, il expose dans sa cité en 1907, et dans différentes villes d'Algérie en compagnie d'autres peintres orientalistes comme Maxime Noiré, Léon Geille de Saint-Léger, Gilbert Galland, Louis Randavel, etc.

## Collections
- Musée de Skikda (Algérie)
- Hôtel de ville de Constantine (Algérie)
- autrefois au Musée Gustave Mercier de Constantine.